# Momento magnético del neutrón

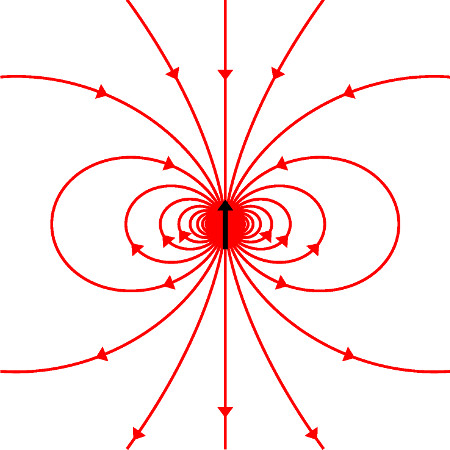
Diagrama esquemático que representa el espín del neutrón como la flecha negra y las líneas de campo magnético asociadas con su momento magnético. El espín del neutrón es ascendente en este diagrama, pero las líneas de campo magnético en el centro del dipolo son descendentes.

El momento magnético del neutrón, como su nombre indica, es el momento magnético que tiene el neutrón. Es de especial interés ya que los momentos magnéticos aparecen por el movimiento de cargas eléctricas, y puesto que el neutrón es una partícula neutra, ese momento magnético da indicios de la existencia de una substructura, es decir, que el neutrón está constituido por otras partículas, eléctricamente cargadas (quarks).

## Más detalles
Hay una nube de piones alrededor de los neutrones como resultado del cambio de piones (la partícula de intercambio de la fuerza fuerte) con los otros nucleones (protones y neutrones).

## Valor
El momento magnético del neutrón se mide para ser −1.9130427(5) μN, donde μN es el magnetón nuclear.
En unidades SI, el momento magnético del neutrón es aproximadamente −9.6623640 × 10−27 J/T

## Importancia física
El momento magnético es negativo, lo que significa que el neutrón tiende a alinearse de forma antiparalela a un campo magnético, en lugar de hacerlo de forma paralela.